# Balinović
Balinović (cyr. Балиновић) – wieś w Serbii, w okręgu kolubarskim, w mieście Valjevo. W 2011 roku liczyła 140 mieszkańców.